# Priorat
Priorat, także El Priorato – comarca (powiat) w środkowej Katalonii w Hiszpanii. Zajmuje powierzchnię 498,6 km² i liczy 9665 mieszkańców. Siedzibą comarki jest miasto Falset. Leży w strefie klimatu kontynentalnego, charakteryzującego się suchym i gorącym latem i mroźną zimą.

## Gminy
- Bellmunt del Priorat
- La Bisbal de Falset
- Cabacés
- Capçanes
- Cornudella de Montsant
- Falset
- La Figuera
- Gratallops
- Els Guiamets
- Lloar
- Margalef
- Marçà
- El Masroig
- Molar
- Morera de Montsant
- Poboleda
- Porrera
- Pradell de la Teixeta
- Siurana
- La Torre de Fontaubella
- Torroja del Priorat
- Ulldemolins
- La Vilella Alta
- La Vilella Baixa